# Alphablocks
Alphablocks (Alfablocos no Brasil e em Portugal) é um programa de televisão animado britânico para crianças em idade pré-escolar que foi exibido no Reino Unido no canal CBeebies desde 25 de Janeiro de 2015. O programa foi criado por Joe Elliot e produzido por Alphablocks Ltd (Magic Lantern na primeira temporada) com Blue Zoo. A série foi encomendado pela British Broadcasting Corporation. A série é projetada para ensinar pré-escolares a soletrar com o uso de divertidos blocos animados chamados de Alphablocks (Alfablocos em português), um conjunto de personagens que representam cada letra do alfabeto, que representam as letras do alfabeto. Eles moram em Alphaland (Alfalândia em português) e embarcam em aventuras relacionadas a conceitos de palavras. Nos países fora dos países que falam a língua inglesa, tipo o Reino Unido, os Estados Unidos, além outros, a série ensina a língua inglesa para as crianças.
Em 2020, Alphablocks estreou na Netflix, e foi trazido para inúmeros países, incluindo o Brasil e Portugal, onde o programa se chama Alfablocos, mas, em tais países, já com um número baixo de audiências.

## Curiosidades
A série tinha um spin-off cujo nome se chama Alphablocks: Word Magic, que é uma série de 26 curtas-metragens publicados ao mesmo tempo na BBC iPlayer em 2020, fazendo com que os personagens da série voltem depois de sete anos de nenhum episódio, embora esses episódios tendam a recapitular todas as letras de A a Z. Cada episódio começará com a carta fazendo algo, com o narrador descrevendo. Depois disso, três palavras serão escritas com essa letra e uma pequena cena terá algo a ver com essa palavra. Depois das palavras, a mesma animação do Alfabloco será reproduzida uma segunda vez. São 26 episódios, um para cada letra do alfabeto. Os episódios do spin-off duram de 1 a 3 minutos.